# Hãy yêu đừng e ngại
Hãy yêu đừng e ngại (tiếng Hàn: 망설이지마; Romaja: Mangseolijima) là một phim truyền hình Hàn Quốc với sự tham gia của diễn viên Lee Tae-im, Lee Sang-woo, Kim Young-jae và Bae Min-hee. Phim được phát sóng trên SBS vào thứ hai đến thứ sáu lúc 8:40 a.m. từ ngày 5 tháng 12 năm 2009 đến ngày 26 tháng 2 năm 2010 gồm 98 tập.

## Nội dung
Phim là câu chuyện về Jang Soo Hyun (Lee Tae Im) - một đầu bếp lúc nào cũng tươi vui, người sẵn sàng hi sinh tính mạng cho người tình đầu tiên của mình Choi Min Young (Kim Young Jae) dù cô biết hành động của cô là ngu ngốc. Cô đã hiến tặng gan cho người yêu bất chấp sự phản đối của mẹ đẻ. Ca phẫu thuật diễn ra thành công nhưng Soo Hyun rơi vào trạng thái hôn mê mất 3 năm. Cũng trong 3 năm hôn mê, toàn bộ sự nghiệp mà mẹ cô gây dựng tan thành mây khói. Khi tỉnh dậy, Soo Hyun hoàn toàn mất hết ký ức trước đây, về tình cảm cô dành cho Min Young cũng như người bạn thân Sun Ah.
Choi Min Young dù một lòng một dạ yêu Soo Hyun nhưng khi Lee Jung-Soo (Lee Hye-sook) mẹ của anh cương quyết phản đối chuyện hôn nhân của 2 người thì Min Young đã dứt bỏ mối tình sâu nặng đó. Khi biến cố xảy ra, Min Young buộc phải tiến hành phẫu thuật cấy ghép gan, lúc tỉnh lại anh hoàn toàn không hay biết gì về chuyện Soo Hyun đã hiến gan để cứu mình. Thậm chí, trong khoảng thời gian Soo Hyun hôn mê nằm viện Min Young đã có tình 1 đêm chính người bạn thân nhất của Soo Hyun là Oh Sun Ah (Bae Min Hee) và có con với cô.
Oh Sun Ah mặc dù là bạn thân nhưng trong lòng luôn mang sự đố kị về gia đình hạnh phúc của Soo Hyun nên đã thề bằng mọi giá phải quyến rũ người yêu của bạn thân. Sau ca phẫu thuật của Min Young, cô cùng mẹ của Min Young giấu nhẹm chuyện về người đã hiến tặng gan và sang Mỹ sống.
Han Tae Woo (Lee Sang Woo), con trai của chủ tịch công ty đồ nướng Delishu vốn là một người từ trước đến giờ không hề tin vào phụ nữ, không hề tin vào tình yêu vậy mà, Tae Woo đã hoàn toàn thay đổi khi gặp Soo Hyun. Mặc dù có mọi thứ nhưng anh vẫn không nhận ra tình yêu là gì cho đến khi cô xuất hiện trong đời anh. Soo Hyun khiến cho Tae Woo từ 1 kẻ lạnh lùng và ngu ngơ trước tình yêu sẵn sàng vứt bỏ tất cả để chiếm được trái tim người đẹp. Đây là lần đầu tiên cô nhận được một tình yêu đích thực từ một người đàn ông, và cũng là lúc cô lấy lại ký ức quyết tâm trả thù kẻ bội bạc. Liệu cô sẽ lựa chọn tình yêu với Tae Woo và quên đi những hận thù trước đây với Min Young hay cô sẽ hy sinh tình yêu để bắt kẻ bội bạc phải trả giá?

## Nhân vật
Jang Soo Hyun (Lee Tae Im thủ vai)
Tuy lớn lên trong vòng tay của người mẹ đơn thân nhưng Jang So Hyun là cô gái luôn lạc quan vui vẻ với tâm hồn trong sáng và thánh thiện. Mỗi khi gặp khó khăn cô lại hô khẩu hiệu "Cố lên, Jang Soo Hyun" để tự động viên mình. Dù biết là ngu ngốc nhưng cô vẫn hiến tặng một phần lá gan của mình để cứu sống Min Young khi anh bị bệnh nặng. Nhưng cuộc đời thật trớ trêu, cô đã bị phản bội ngay sau khi người yêu khỏi bệnh. Từ đó So Huyn trở nên sống khép kín và đóng chặt lòng mình với mọi mối quan hệ, niềm tin vào tình yêu chân thành và biết hi sinh của cô gần như tan vỡ hoàn toàn. Cho đến một ngày, cô gặp được Han Tae Woo...
Han Tae Woo (Lee Sang Woo thủ vai)
Là một nhân tài và người thừa kế tập đoàn Delishu, Han Tae Woo có tính cách ngạo mạn, thường không coi ai ra gì. Tuy nhiên anh cũng là người theo chủ nghĩa hoàn mĩ, đối với việc mình thích thì nhất định phải làm cho đến cùng và phải làm thật tốt. Tae Woo từng đả kích kịch liệt việc cha mình qua lại với thư kí trong đêm mẹ anh qua đời vì bạo bệnh.
Với anh đây là sự xấu hổ và là niềm đau chôn giấu trong lòng và anh đã hoàn toàn mất niềm tin vào tình yêu. Nhưng rồi sự xuất hiện của Soo Hyun đã khiến anh thay đổi. Cô chính là người phụ nữ mà anh muốn có dù cho có phải vứt bỏ tất cả.
Choi Min Young (Kim Young Jae thủ vai)
Lớn lên trong một gia đình có môi trường giáo dục tốt, Min Young trong mắt mọi người luôn là một người đàn ông chỉn chu, lịch sự và hoàn hảo. Từ nhỏ đến lớn mọi chuyện của Min Young đều do một tay mẹ anh sắp đặt. Min Young chưa từng tự quyết bất cứ việc gì dù là nhỏ nhất chứ đừng nói đến chuyện to lớn như chung thân đại sự. Có lẽ vì thế mà anh đã bị thu hút ngay khi gặp Jang Soo Hyun – một cô gái lạc quan, yêu đời và có thể tự do lên kế hoạch cho tương lai của chính mình. Nhưng mối tình này bị mẹ Min Young tìm mọi cách ngăn cản. Sau khi khỏi bệnh anh đã đi Mỹ cùng người con gái khác mà không biết chính Soo Hyun đã bất chấp hiểm nguy tham gia phẫu thuật ghép gan cho mình.
Oh Sun Ah (Bae Min Hee thủ vai)
Là vị hôn thê tương lai của Min Young, Sun Ah là cô gái xinh đẹp và có đầu óc. Cô cũng là MC nổi tiếng của đài truyền hình WBS. Lớn lên trong gia đình không hạnh phúc, Sun Ah chưa từng biết đến sự quan tâm của mẹ trong khi cha thì quan hệ hết với người phụ nữ này đến người phụ nữ khác. Sống trong hoàn cảnh như vậy nên Sun Ah luôn mong ước có một gia đình hạnh phúc và vì thế nếu bất cứ ai dù vô tình hay hữu ý có khả năng lấy những gì thuộc về mình thì cô liền dùng mọi cách để bảo vệ quyền lợi của bản thân.

## Phân vai
Gia đình họ Jang
- Lee Tae-im vai Jang Soo-hyun
- Kim Hye-ok vai Cha Young-ran (mẹ Soo-hyun)
- Kim Hee-joon vai Jang Soo-ho (em trai Soo-hyun)
- Kim Hyung-bum vai Cha Dal-soo (cậu Soo-hyun)

Gia đình họ Han
- Lee Sang-woo vai Han Tae-woo
  - Kang Soo-han vai young Tae-woo
- Park Young-ji vai Han Jin-kyu (bố Tae-woo)
- Choi Ran vai Uhm Mi-soon (vợ sau Jin-kyu)

Gia đình họ Choi
- Kim Young-jae vai Choi Min-young
- Bae Min-hee vai Oh Sun-ah (vợ Min-young, bạn Soo-hyun)
- Lee Hye-sook vai Lee Jung-soo (mẹ Min-young)
- Yoon Yi-na vai Choi Min-ae (em gái Min-young)

Vai khác
- Lee Jung-gil vai Chủ tịch Song Choong-hee
- Won Sook-hee vai Baek Sung-mi
- Lee Seung-hyung vai Choi Man-soo
- Moon Ji-eun vai Kim Ga-roo
- Hong Yeo-jin vai Hong Na-ryung (mẹ của Sun-ah)
- Baek Seung-hyun vai Kim Byung-soo
- Jang Joon-ho vai PD Han
- Jo Hee vai Người đàn ông hẹn hò
- Seo Ji-yeon vai Thư ký Kim
- Park Ha-young
- Kim Gyu-jin
- Eun Joo-hee

## Giải thưởng
- 2009 SBS Drama Awards: New Star Award - Lee Tae-im[1]